# Владимир Радојковић
Владимир Радојковић (Лесковац, 8. август 1999) српски је шахиста. 

## Биографија
Завршио је основну школу „Вожд Карађорђе” и гимназију у Лесковцу.

## Шаховска каријера
Први сусрет са шахом имао је пре основне школе, када је на поклон добио шаховски сет и тада је настала љубав према шаху. Инспирацију за шах дали су му некадашњи светски првак, Гари Каспаров, и садашњи светски првак, Магнус Карлсен. Од великог броја књига о шаху које је прочитао најдража му је књига шаховског велемајстора, Гарија Каспарова, „Како живот имитира шах”. Током основне школе је активно играо, али је током средње школе престао због интересовања према другим спортовима. Од 2019. године вратио се активном игрању шаха након што је чуо за платформу Play Magnus коју је користио током 2020. године како би се вратио у форму. 
У 2021. години се придружио званичној платформи ФИДЕ. У онлајн шаху, који је све више популаран, остварује добре резултате. Владимир је фебруара 2022. године написао књигу о шаху која носи назив „Шах са Владимиром”. Књига је објављена 6. јула 2022. године у дигиталном формату. Учествује у организацији хуманитарних турнира у шаху за помоћ корисницима фондације „Буди Хуман”. 

## Такмичења и успеси у онлајн шаху
- FOA Friends - 142. место од 490 учесника
- August Arena marathon - 5. место од 20 учесника
- The Grand Bullet Brawl - 58. место од 188 учесника
- Friday Prize Bullet tournament - 21. место од 72 учесника
- The Epic Swiss - 96. место од 320 учесника
- Algorand Online Series - 77. место од 1000 учесника
- The Rest Day tournament #1 - 40. место од 125 учесника
- The Rest Day tournament #2 - 49. место од 169 учесника
- The Rest Day tournament #3 - 49. место од 167 учесника
- The Rest Day tournament #4 - 57. место од 205 учесника

## Дела
1. Шах са Владимиром (2022)  